# Bacio sacro
Bacio sacro (Masquerade) è un romanzo dalla scrittrice statunitense Melissa de la Cruz, il secondo della saga intitolata Sangue blu.
Il libro è stato pubblicato in lingua originale nel 2007, mentre la sua pubblicazione in Italia risale al dicembre del 2009. Il romanzo racconta le vicende di una giovane vampira, come seguito del primo romanzo della saga.

## Trama
Schuyler Van Alen vuole scoprire a tutti i costi cosa ci sia dietro la misteriosa morte di alcuni giovani vampiri. Insieme al suo migliore amico, Oliver, si reca in Italia, sperando di riuscire a trovare laggiù l'unico uomo al mondo che potrebbe aiutarla, suo nonno. Nel frattempo, a New York, fervono i preparativi per il Ballo dei Quattrocento, una festa di gala esclusiva alla quale partecipano i più ricchi, potenti e "inumani" abitanti della città: un'occasione alla quale i Sangue Blu non possono certo mancare. Ma è durante il ballo in maschera che segue il ricevimento, organizzato dall'astuta Mimi Force, che il pericolo più mortale potrebbe rivelarsi. Nascosto dietro una maschera, c'è qualcosa che cambierà per sempre la vita di un giovane vampiro...

## Saga
La saga è composta da sette libri:
- Blue Bloods (2006) - Sangue blu (2009);
- Masquerade (2007) - Bacio sacro (2009);
- Revelations (2008) - Rivelazioni(2009)
- The Van Alen Legacy (2009) - L'eredità di Shuyler (1º aprile 2010)
- Keys To The Repository (2010) - ?
- Misguided Angel (2010) - L'angelo corrotto (febbraio 2011);

## Edizioni in lingua italiana
- Melissa de la Cruz, Bacio sacro, traduzione di Nello Giugliano, prima edizione Dicembre 2009, Fanucci Editore, 2009,  p. 272, ISBN 978-88-347-1510-9.